# Chaba (gruppo musicale)
I Chaba (stilizzato CHABA) (チャバ) sono un gruppo musicale J-pop giapponese, formatosi nel 2004 e sotto etichetta Ki/oon Records/Sony Music.

## Formazione
| Nome            | Kanji     | Strumento       | Data di nascita  | Luogo di nascita      | Gruppo sanguigno |
| --------------- | --------- | --------------- | ---------------- | --------------------- | ---------------- |
| Ichirō Hirano   | 平野 一郎 | Vocale/Chitarra | 23 novembre 1975 | Prefettura di Hyōgo   | A                |
| Daisuke Higa    | 比嘉 大祐 | Sanshin         | 6 maggio 1975    | Prefettura di Okinawa | 0                |
| Shizuka Kaizuma | 鹿嶋 静   | Fiddle          | 25 febbraio 1979 | Prefettura di Miyagi  | 0                |

## Discografia

### Album
- CHABA
- The Best of CHABA Kinema Rock Yūgi
- Seishun Kinema
- Atorie